# ЛГБТ+ понос
Геј понос или ЛГБТ понос је промоција самопотврђивања, достојанства, једнакости и повећане видљивости лезбијки, гејева, бисексуалних и трансродних (ЛГБТ) особа као друштвене групе, насупрот стиду, сраму и друштвеној стигматизацији. Термин „понос“ је коришћен од стране бројних организација, института, фондација, књига, публикација, кабловских телевизија и библиотека са ЛГБТ тематиком.
У распону од свечаних до карневалескних, догађаји поноса обично се одржавају током месеца ЛГБТ поноса или неког другог периода који обележава прекретницу у историји ЛГБТ државе, на пример Московски прајд у мају за годишњицу руске декриминализације хомосексуалности. Неки догађаји поноса укључују ЛГБТ параде и маршеве, митинге, комеморације, дане заједница, плесне забаве и фестивале.
Уобичајени симболи поноса су дуга или застава поноса, мало грчко слово ламбда (λ), ружичасти и црни троугао, који су враћени из употребе као значке срама у нацистичким концентрационим логорима .

## Порекло терминологије
Израз „Геј Понос“ израдио је Том Хигинс, активиста за геј права у Минесоти (1969+). Бренда Хауард, бисексуална активисткиња, позната је као „Мајка поноса“ због свог рада на координацији марша, а такође је покренула идеју за једнонедељни низ догађаја око Дана поноса који су постали генеза годишњег ЛГБТ поноса прославе које се сада одржавају широм света сваког јуна. Поред тога, Ховард, заједно са бисексуалним активистом Робертом А. Мартином (звани Дони д Панк) и хомосексуалним активистом Л. Крег Шунмејкером заслужни су за популаризацију речи "Понос" која описује ове свечаности. Бисексуални активиста Том Лимончели је касније изјавио, „Следећи пут када вас неко пита зашто постоје ЛГБТ поворке поноса или зашто је [ЛГБТ] месец поноса јуни, реците им„ Бисексуална жена по имену Бренда Ховард мислила је да би то требало бити“.